# Diarabakoko
Diarabakoko est une localité située dans le département de Banfora de la province de la Comoé dans la région des Cascades au Burkina Faso.

## Géographie
La commune est traversée par la route nationale 7.

## Économie
L'économie de la commune est en partie liée à sa position sur la ligne d'Abidjan à Ouagadougou, avec le trafic généré par la gare de Diarabakoko.

## Éducation et santé
La commune accueille un centre de santé et de promotion sociale (CSPS) tandis que le centre hospitalier régional (CHR) se trouve à Banfora.
Le village possède une école primaire publique. 